# Andante pour flûte et orchestre

L'Andante pour flûte et orchestre en ut majeur (K. 315/285e) a été écrit par Wolfgang Amadeus Mozart en 1778. Il pourrait s'agir en fait d'une deuxième version du deuxième mouvement du Concerto no 1 en sol majeur K. 313, en remplacement donc de l'Adagio ma non troppo.
Le commanditaire Ferdinand Dejean (1731-1797) n'aurait parait-il pas apprécié l'adagio et aurait donc demandé à Mozart de lui écrire en remplacement cet Andante plus court. Il est possible aussi que ce mouvement excédât les possibilités de l'interprète. Il a été également supposé que ce mouvement pourrait être une partie d'un troisième concerto commandé par Dejean, mais jamais achevé.
L'autographe se trouve à la bibliothèque du conservatoire de Paris.
Le mouvement est écrit pour un orchestre composé du quatuor classique des cordes, deux hautbois et deux cors en do.

## Structure
La lecture audio n'est pas prise en charge dans votre navigateur. Vous pouvez télécharger le fichier audio.
- Andante, en ut majeur, à 
, 98 mesures

- Durée de l'exécution : environ 6 minutes